# دانشکده علوم پزشکی سیرجان
دانشکده علوم پزشکی سیرجان دانشکده‌ای زیر نظر وزارت بهداشت، درمان و آموزش پزشکی واقع در شهر سیرجان می‌باشد. این دانشکده در سال ۱۳۸۹ تأسیس شد و مسئول ارائه خدمات بهداشتی درمانی به جمعیتی بیش‌از ۳۰۰ هزار نفر در شهرستان سیرجان در غرب استان کرمان است.

## تاریخچه
این دانشکده در سال ۱۳۸۹ با پذیرش ۱۹ نفر دانشجوی مقطع کاردانی فوریتهای پزشکی تحت نظر دانشکده پرستاری و مامایی کرمان در محل بیمارستان کاشانی سابق شروع به کار نمود. در اول آذر ماه سال ۱۳۸۹ مجوز دانشکده علوم پزشکی و خدمات بهداشتی درمانی سیرجان از طرف شورای گسترش وزارت بهداشت درمان و آموزش پزشکی پس از بازدید از شهرستان و زیر ساخت‌های آن صادر گردید.

## رشته‌ها
- پزشکی
- هوشبری
- مامایی
- بهداشت عمومی
- علوم آزمایشگاهی
- فوریت‌های پزشکی
- مهندسی بهداشت حرفه‌ای
- مهندسی بهداشت محیط
- پرستاری
- فناوری اطلاعات و سلامت [۸]